# Perill

Senyal habitual d'atenció davant un perill.

El perill és el risc que passi quelcom desagradable o un accident. Usualment s'avisa amb senyals com un signe d'admiració (informàtica), la creu que indica incorrecció, el color vermell o taronja o un triangle amb les vores vermelles (trànsit). L'existència del perill pot ser objectiva o subjectiva i desencadena en el cos humà reaccions físiques per respondre a la possible amenaça.
En Dret laboral, un perill és una situació o zona que pot donar origen a una possibilitat de lesió o bé originar una lesió la qual pot, fins i tot, posar en compromís la vida del treballador.

## Perill, risc i exposicióArxivat2017-11-07 aWayback Machine.
Perill: qualsevol condició o agent biològic i/o químic i/o físic que pot ser causa d'un efecte advers. El perill depèn de les propietats fisicoquímiques de la substància o el fet i de la seva capacitat intrínseca de fer dany. Contingència o possibilitat imminent que s'esdevingui algun mal. El perill no es pot minimitzar, és innata al fet o substància.
Exemples de perills: les flames d'un foc; una potència sonora de 130db; una serp verinosa; la radioactivitat de l'urani, un volcà en erupció...
Risc: contingència a la qual està exposat algú o alguna cosa. És la possibilitat de prendre mal. El concepte risc va lligat a la quantitat d'exposició a un perill. No podem disminuir el perill, però sí que podem disminuir el risc (reduint l'exposició al perill i/o protegint-nos d'aquest perill)
Exemples de riscos: saltar per sobre una foguera; posar-nos uns cascos a les orelles amb el volum al màxim; agafar amb la mà una serp verinosa; fer-nos radiografies; visitar un riu en el qual flueix lava incandescent.
Exposició: col·locar a una persona, animal o objecte de manera que rebi l'acció d'alguna cosa. Situació en què algú es veu sotmès a un esdeveniment o a una pràctica que li pot ocasionar efectes perjudicials per a la salut. perquè es produeixi un risc, per exemple a una persona, s'ha de produir l'exposició. Com més gran i/o més temps dura l'exposició, més gran serà el risc a patir les conseqüències d'un mateix perill.
Exemple en el qual hi intervenen els conceptes perill, risc i exposició. És el mes d'agost, fa un temps assolellat, sense cap núvol i amb una alta radiació ultraviolada:
- Gran perill i risc elevat: prenem el sol un dia, al migdia, durant dues hores, sense posar-nos crema protectora solar i portant només banyador i xancletes: el perill que el sol ens faci mal és molt alt i el risc a cremar-nos també és molt alt.
- Gran perill i risc elevat: prenem el sol tot el mes d'agost des del matí fins a la tarda, durant vuit hores, abans d'entrar en contacte amb els rajos solars, ens apliquem crema protectora solar amb grau de protecció 15, i vestim pantaló curt, samarreta imperi i unes vambes. El perill de la radiació solar continuarà essent igual que abans, molt alt i, el risc de lesionar-nos després de tot un mes d'exposició, també serà molt alt.
- Gran perill i risc moderat: prenem el sol un dia, al migdia, durant tres hores, abans d'entrar en contacte amb els rajos solars, ens apliquem crema protectora solar amb grau de protecció 15, i vestim pantaló curt, samarreta imperi i unes vambes. El perill de la radiació solar continuarà essent igual que abans, molt alt, però ara, el risc de lesionar-nos serà moderat, ja que el temps d'exposició és molt més petit.
- Gran perill i risc molt petit: prenem el sol un dia, al migdia, durant dues hores, abans d'entrar en contacte amb els rajos solars, ens apliquem crema protectora solar amb grau de protecció 50, ens posem ulleres de sol, una gorra i roba de màniga llarga que ens cobreixi el cos, el perill de la radiació solar continuarà essent igual que abans, molt alt, però el risc de lesió ara serà molt baix.